# Championnats de France de triathlon cross 2021
Navigation
2020 2022
Les championnats de France de triathlon cross 2021, ont lieu à Devesset dans l'Ardèche le 18 septembre 2021.

## Résultats
Les tableaux présentent le podium du classement général. La course s'est déroulée sur une seule épreuve mixte.
| Place              | Triathlète       | Temps           |
| ------------------ | ---------------- | --------------- |
| Médaille d'or      | Arthur Forissier | 1 h 36 min 43 s |
| Médaille d'argent  | Julien Buffe     | 1 h 38 min 12 s |
| Médaille de bronze | Jules Dumas      | 1 h 38 min 52 s |

| Place              | Triathlète      | Temps           |
| ------------------ | --------------- | --------------- |
| Médaille d'or      | Morgane Riou    | 1 h 51 min 9 s  |
| Médaille d'argent  | Alizée Patiès   | 1 h 51 min 35 s |
| Médaille de bronze | Perrine Goldman | 2 h 2 min 20 s  |